# オイゲノールシンターゼ
オイゲノールシンターゼ(Eugenol synthase, EC 1.1.1.318, LtCES1, EGS1, EGS2)は、系統名をオイゲノール:NADP+オキシドレダクターゼ (コニフェリルエステル還元)(eugenol:NADP+ oxidoreductase (coniferyl ester reducing))という酵素である。
この酵素は、以下の化学反応を触媒する。
オイゲノール + カルボン酸塩 + NADP+ {\displaystyle \rightleftharpoons }コニフェリルエステル + NADPH + H+
この酵素の反応は可逆である。